# 広島市道御幸橋三篠線

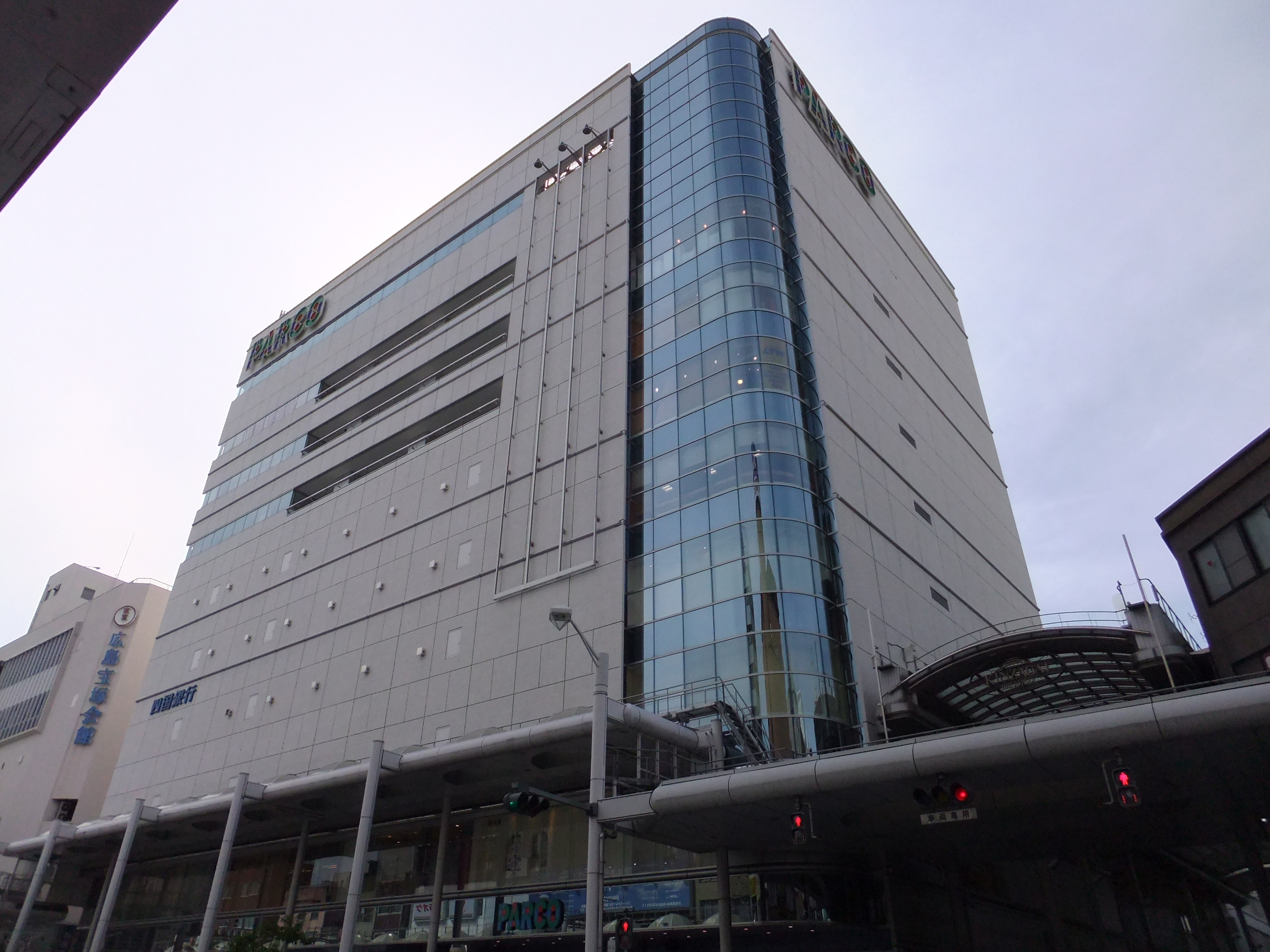
広島PARCO新館

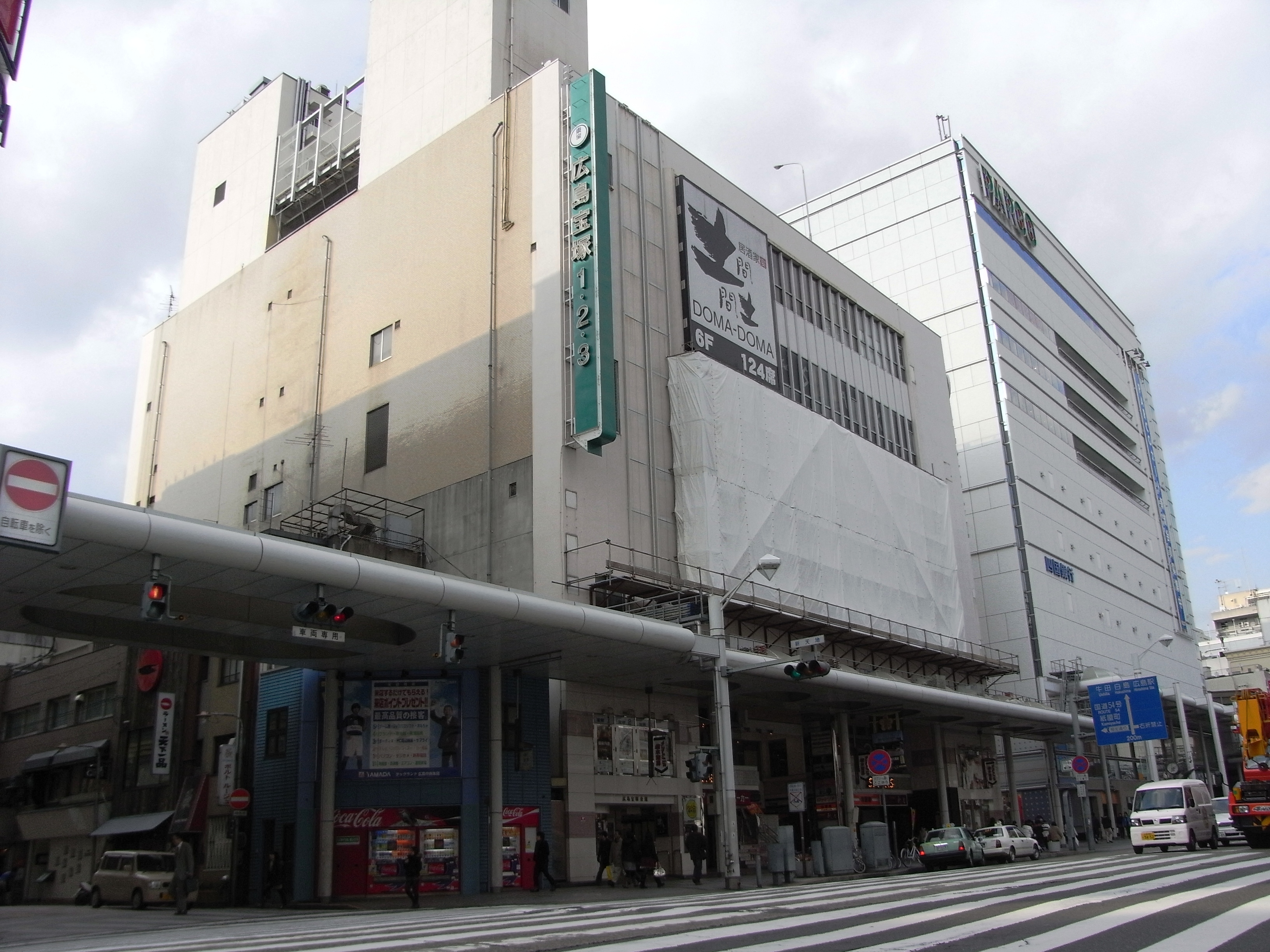
旧広島宝塚会館

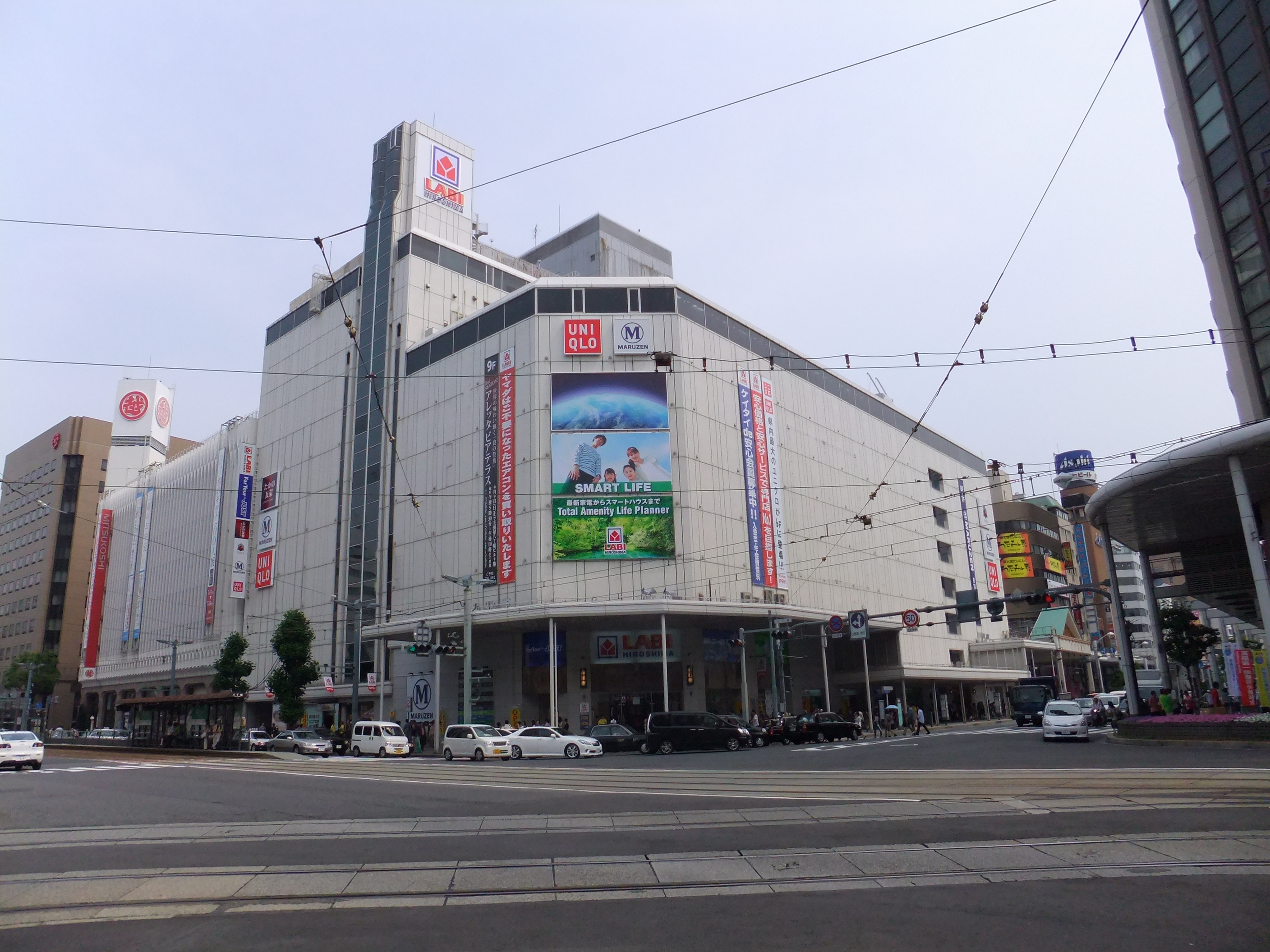
天満屋八丁堀ビル

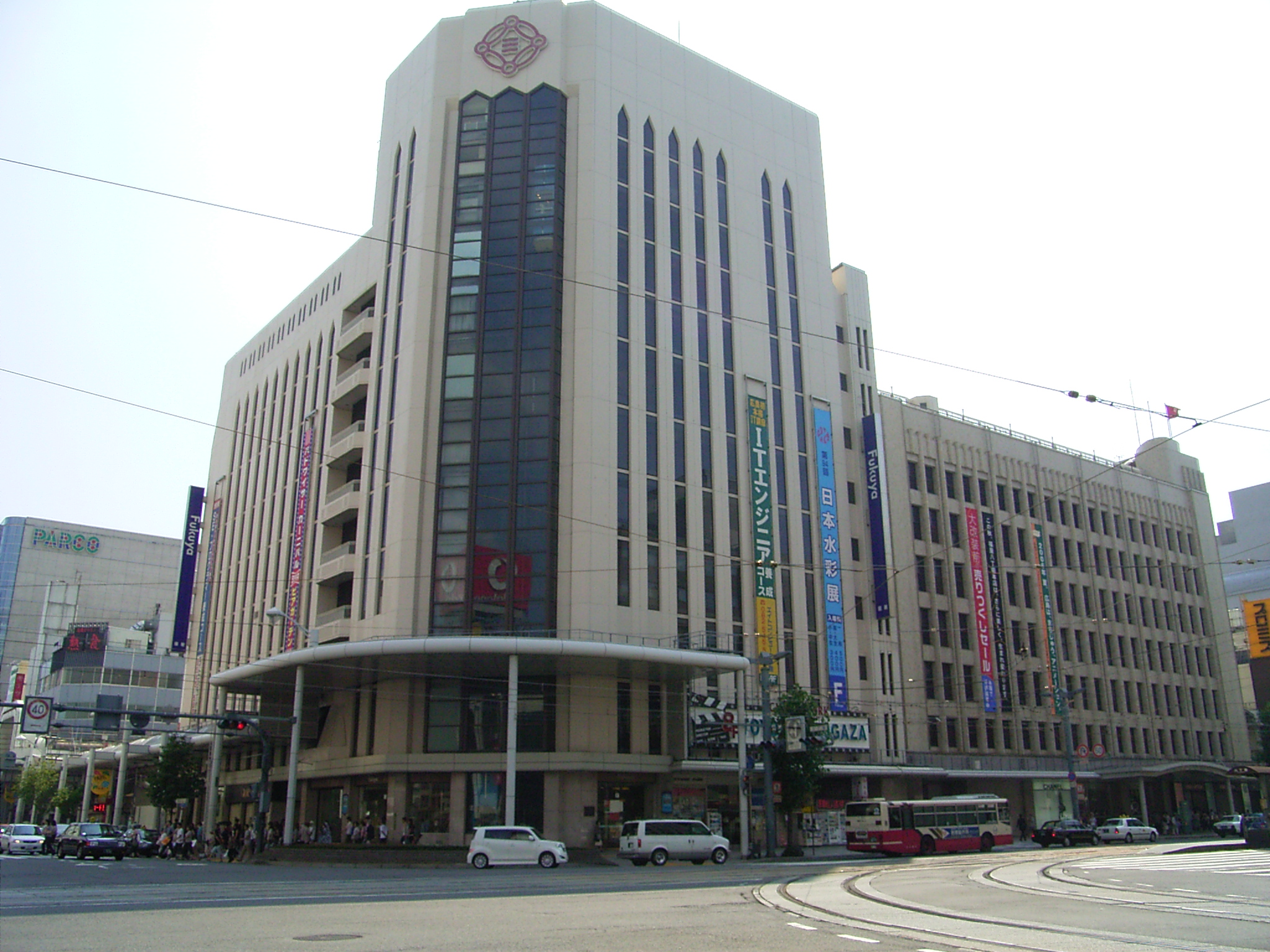
福屋八丁堀本店

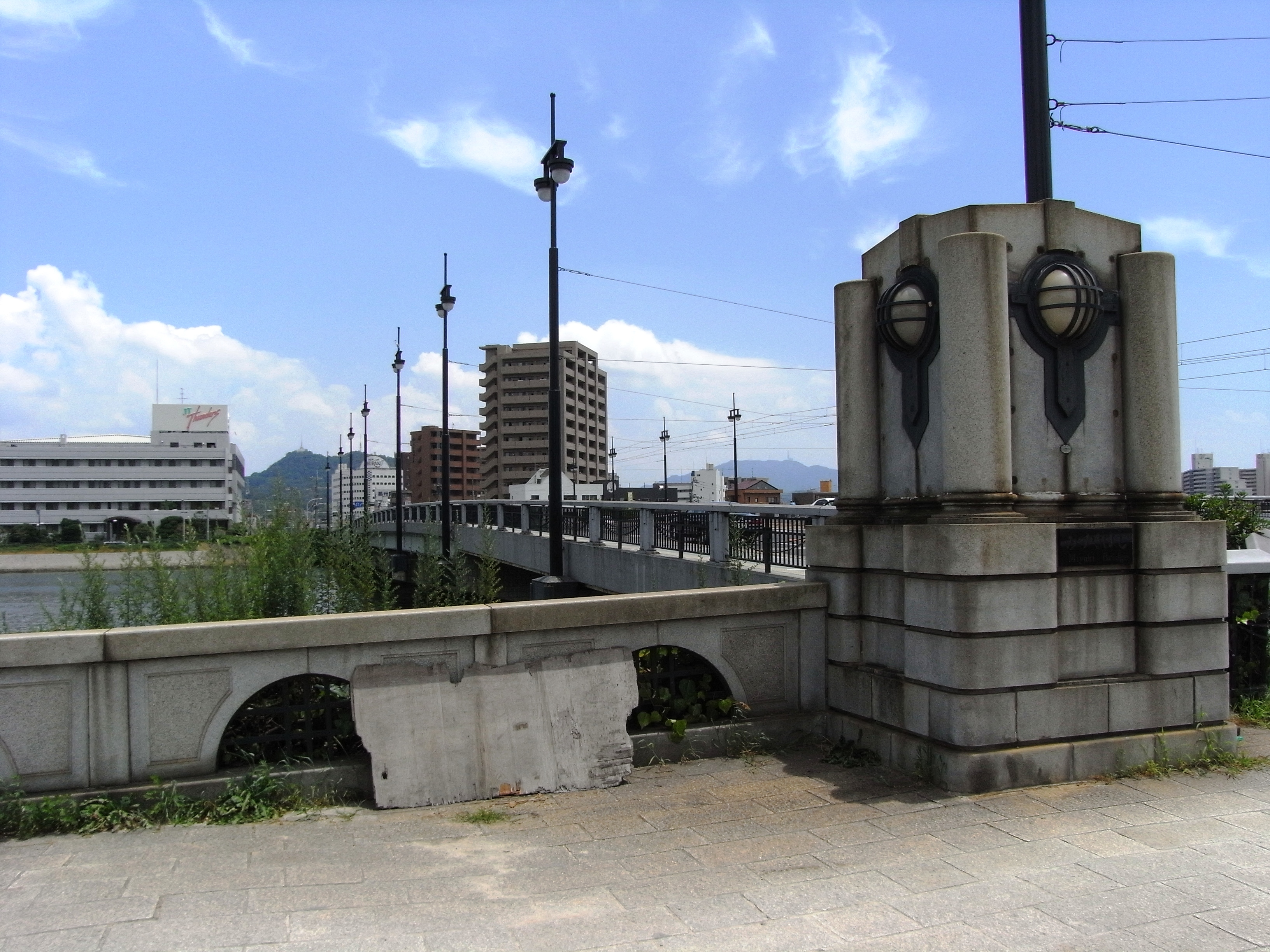
御幸橋

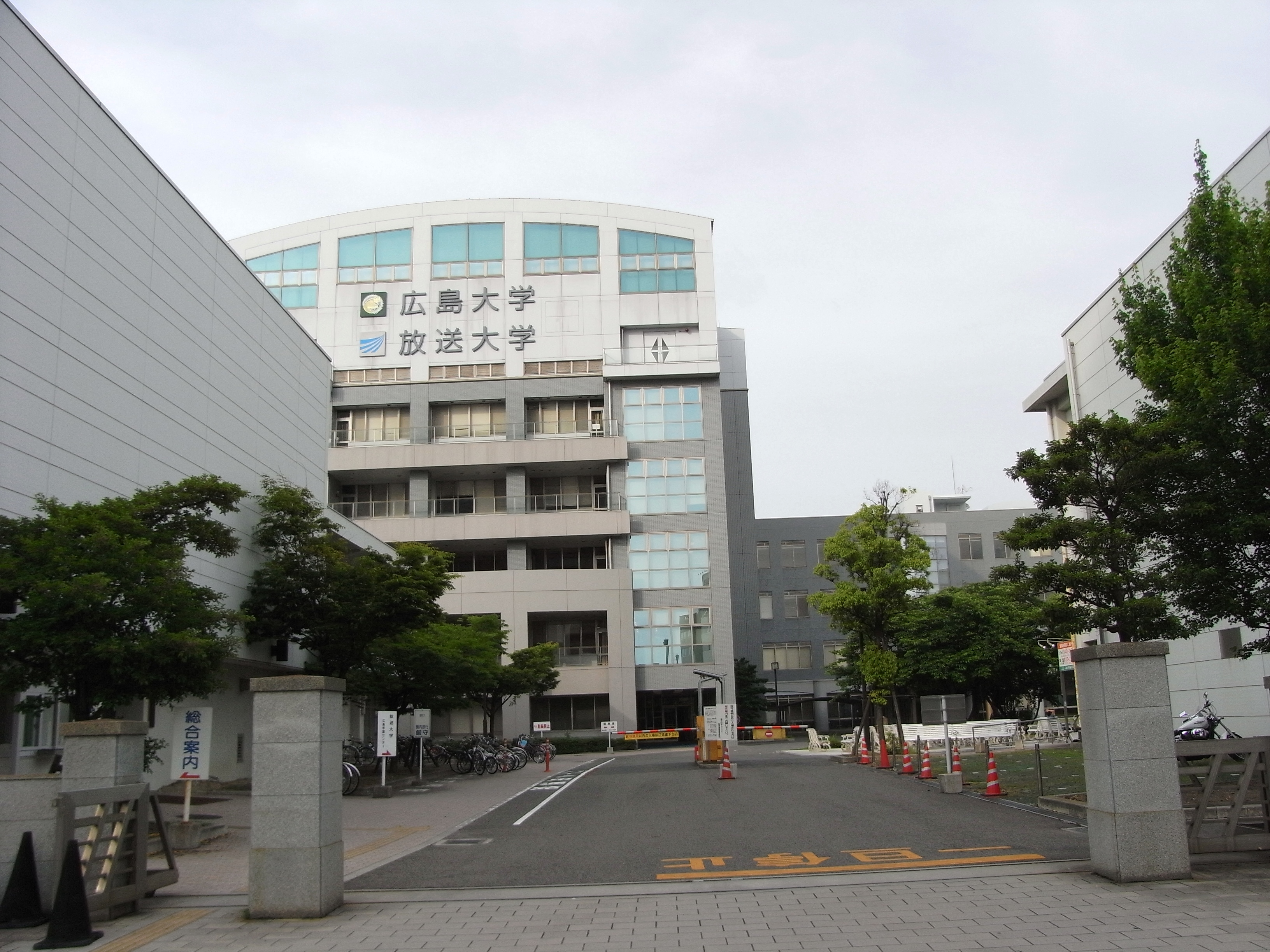
広島大学東千田キャンパス

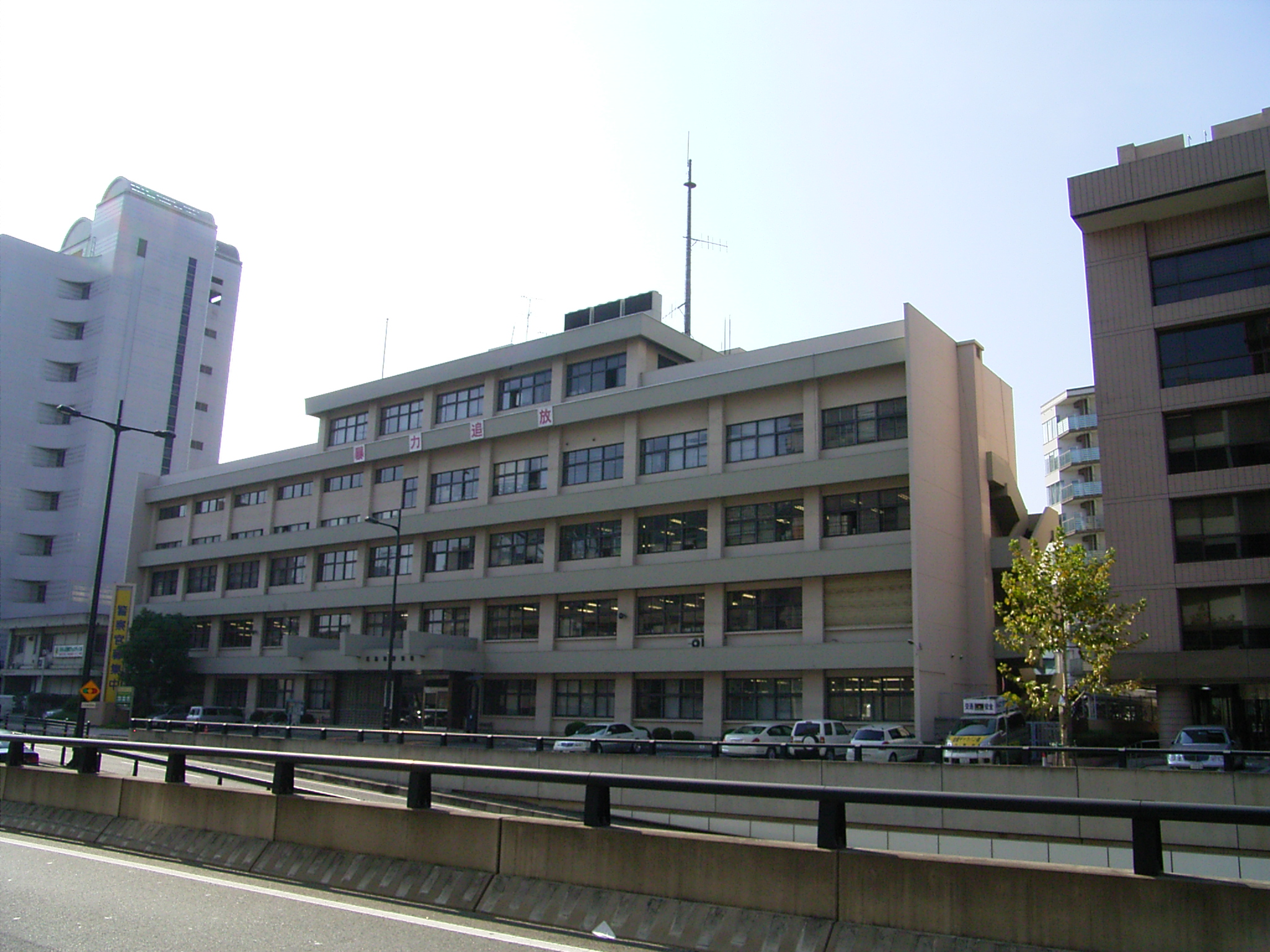
広島東警察署※現在は移転し解体

広島市道御幸橋三篠線（ひろしましどう みゆきばしみささせん）は、広島県広島市中区千田町三丁目から、広島県広島市西区三篠町三丁目に至る道路（市道）である。
この道路のうち、広島県広島市中区富士見町の保健所前交差点から広島県広島市中区八丁堀の八丁堀交差点に至る区間が、通称中央通りといわれる。八丁堀交差点より北側は白島通りと呼び、保健所前交差点より南側は御幸橋西詰通りと呼ぶ。
- 起点：広島市中区千田町三丁目・御幸橋西詰交差点（広島県道243号広島港線・広島市道霞庚午線交点）
- 終点：広島市西区三篠町三丁目（国道183号・国道261号交点）
- 総延長：約5.2km

## 重複区間
- 広島県道37号広島三次線（広島市中区東白島町・白島交差点 - 広島市中区白島九軒町・牛田大橋南詰交差点）

## 路面電車
- 広島電鉄
  - 白島線（白島通りと並走）
    - 八丁堀電停 - 女学院前電停 - 縮景園前電停 - 家庭裁判所前電停 - 白島電停

  - 本線・宇品線（八丁堀交差点で交差）
    - 八丁堀電停

## 地理

### 沿線にある施設
- 御幸橋（京橋川）
- 広島大学東千田キャンパス
- 東千田公園 - 旧広島大学本部跡地・被爆建物がある。
- 広島市保健所
- 広島東警察署 - 2018年9月1日に東区二葉の里三丁目へ移転したため廃止[1]。跡地にはヒルトン広島が2022年に開業予定[2]。
- 円隆寺 - 「とうかさん祭り」の寺として知られる。
- ドン・キホーテ広島八丁堀店（いづみ八丁堀店 → イズミ八丁堀店 → ウィズワンダーランド → ヤマダ電機テックランド広島中央本店）イズミのスーパー1号店として開店ののち、広島初のファッションビル『ウィズワンダーランド』が出店。その後ヤマダ電機テックランド広島中央本店が出店し、2012年3月まで営業したのち、同年10月26日にドン・キホーテ広島八丁堀店としてオープンした[3][4]。
- 旧広島宝塚会館 - 映画館。施設老朽化のため2011年8月で閉館。跡地の再開発により、広島ワシントンホテルが2013年10月10日に開業した[5]。
- みっちゃん - 広島風お好み焼きの有名店。
- 広島パルコ
- 天満屋八丁堀ビル - 元々は天満屋八丁堀店だったが2012年3月4日に閉店[6]。空きテナントには後にヤマダ電機が出店し、同年6月22日にヤマダ電機LABI広島店としてオープン[7]。
- 福屋八丁堀本店
- 広島女学院中学校・高等学校
- アーバンビューグランドタワー
- 広島県立美術館
- 縮景園
- 広島家庭裁判所
- 広島拘置所
- 広島はくしま病院
- 日本郵政グループ広島ビル
  - 広島白島郵便局
- 安田女子中学校・高等学校
- 安田小学校
- 広島高速交通広島新交通1号線（アストラムライン）白島駅
- 広島県立文化芸術ホール（上野学園ホール）
- 広島ホームテレビ本社
- 北大橋（旧太田川）
- 崇徳中学校・高等学校

### 通過する自治体
- 広島県
  - 広島市
    - 中区
    - 西区

### 交差する道路
- 広島県道243号広島港線・広島市道霞庚午線（広島市中区千田町三丁目・御幸橋西詰交差点〔起点〕）
- 国道2号（広島市中区南竹屋町・南竹屋町交差点）
- 広島市道駅前吉島線（広島市中区富士見町・中保健センター交差点）
- 広島市道比治山庚午線（広島市中区富士見町・三川町交差点）
- 広島県道164号広島海田線・広島市道天満矢賀線（広島市中区八丁堀・八丁堀交差点）
- 広島市道中広宇品線（広島市中区八丁堀・女学院前交差点）
- 広島県道37号広島三次線・広島県道84号東海田広島線・広島市道駅前観音線（広島市中区東白島町・白島交差点）
- 広島県道37号広島三次線（広島市中区白島九軒町・牛田大橋南詰交差点）
- 国道54号・国道191号祇園新道（広島市中区白島北町・白島駅北交差点）
- 広島市道三篠橋大芝線（広島市西区楠木町三丁目・北大橋西詰交差点）
- 国道183号・国道261号（広島市西区三篠町三丁目〔終点〕）

## 別名
- 白島通り（広島市）
- 中央通り（広島市）
- 御幸橋西詰通り（広島市）